# Viana do Alentejo (freguesia)
Viana do Alentejo es una freguesia portuguesa del concelho de Viana do Alentejo, con 97,98 km² de superficie y 2.828 habitantes (2001). Su densidad de población es de 28,9 hab/km².

## Galería

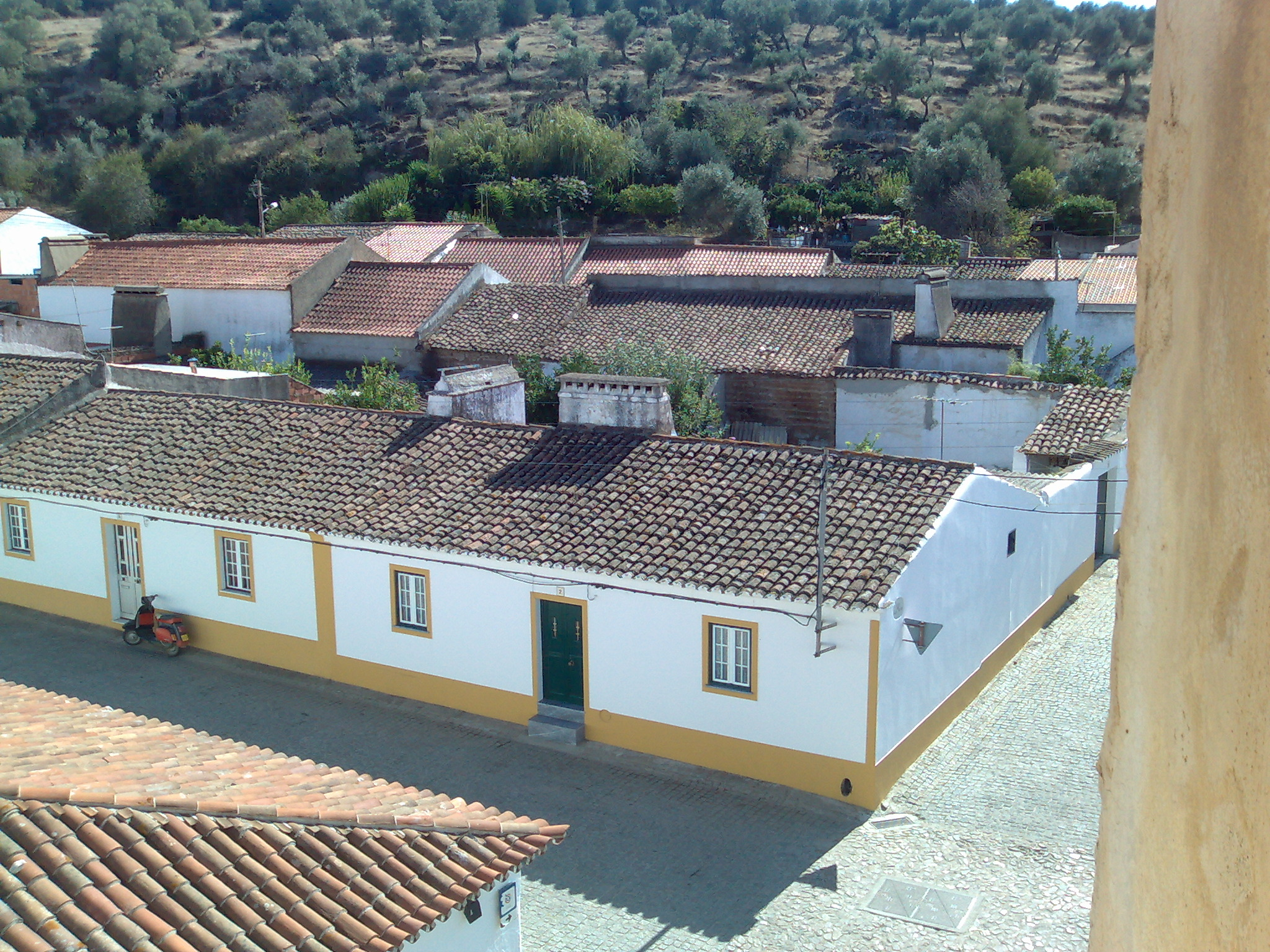
Viana do Alentejo